# 张皓 (摄影指导)
北京电影学院95级故事片摄影毕业。曾任《上学路上》《马背上的法庭》《碧罗雪山》《疯狂72小时》《青春派》等电影摄影指导。第五届青年华语影像论坛，新锐摄影师大奖。第58届希腊国际电影节，最佳摄影奖。 （页面存档备份，存于）